# Elrey B. Jeppesen
Elrey Borge Jeppesen (* 28. Januar 1907; † 26. November 1996 in Colorado, USA) war ein US-amerikanischer Flugpionier. Er brach 1923 die Schule ab, um zu fliegen und erhielt seine Fluglizenz 1928 von Orville Wright, einem der bekannten Gebrüder Wright.

## Leben
Jeppesens erstes Flugzeug war eine Curtiss JN-4 „Jenny“, mit der er zunächst als Barnstormer auftrat. Durch seine Arbeit als Postpilot bei Varney Airlines, später bei „Boeing Air Transport“ (heute United Airlines), während der Weltwirtschaftskrise erkannte Jeppesen, dass die bisher zur Navigation in Flugzeugen üblichen Straßenkarten bzw. Eisenbahnlinien zur Streckenfindung nicht ausreichend waren. Bei seinen Flügen zeichnete er Karten mit aus der Luft sichtbaren Landmarken, in denen er auch Informationen zu einzelnen Landebahnen vermerkte. In seiner Freizeit erklomm er Hügel und Wassertürme, um deren Höhe mittels eines Höhenmessers zu bestimmen und in die Karten einzutragen.
Zu dieser Zeit druckte United Airlines eigene Karten. Immer mehr Piloten machten sich jedoch die Karten von Jeppesen zu Nutze, die er ursprünglich nur zu seinem eigenen Gebrauch erstellt hatte. Auch United Airlines führte daraufhin Jeppesens Karten als Standardmaterial ein.
Jeppesen gründete 1934 in Denver eine Firma (heute Jeppesen Sanderson) zur Weiterentwicklung und zum Vertrieb der Karten. Während des Zweiten Weltkriegs wurden die Karten von der US-Armee benutzt. Bis in die Gegenwart werden sie von vielen zivilen Fluglinien verwendet.
Jeppesen flog bis 1954 für United Airlines und verkaufte seine Firma 1961 an die Times Mirror Company.

## Würdigung
Das Terminal am Flughafen Denver ist nach Jeppesen benannt.